# Науковий вісник будівництва
«Науковий вісник будівництва» — (ISSN 2311-7257) фаховий збірник наукових праць, з тематики будівництва, виходить з 1997 р. Періодичність: 4 раза на рік. В віснику висвітлюються результати фундаментальних та прикладних досліджень з пріоритетних напрямків: охорона навколишнього середовища, ресурсозберігаючі технології в будівництві та будівельної індустрії, нові будівельні матеріали та конструкції, підвищення ефективності капітальних вкладень, підвищення рівня механізації та автоматизації виробничих процесів. Фаховий для наукових працівників і спеціалістів у галузі будівництва.

## Засновник і видавець
- Харківський національний університет будівництва та архітектури[1], 2015 р.(м. Харків)
- Харківське обласне територіальне відділення Академії будівництва України, 2015 р. (м. Харків)

Зареєстровано 22.04.97 р. серія ХК № 457 Головним комітетом інформації Харківської обласної державної адміністрації, перереєстровано 23.11.2010 р. серія КВ № 17253-6023 ПР Міністерством юстиції України та Постановою Президії ВАК України № 1-05/8 від 22.12.2010 р.

## Редакційна колегія

### Головний редактор
Гончаренко Дмитро Федорович (Харківський національний університет будівництва та архітектури), доктор технічних наук, професор, Заслужений діяч науки і техніки України, лауреат Державної премії України в галузі науки і техніки, голова Харківського обласного територіального відділення Академії будівництва України, автор 348 публікацій, в тому числі 20 монографій та навчальних посібників, 12 авторських свідоцтв і патентів. Під його керівництвом захищено 38 кандидатських та 4 докторських дисертації.
Гончаренко Д. Ф. є членом наукової ради Міністерства освіти і науки України і головою секції за фаховим напрямком «Технологія будівництва, дизайн, архітектура» Наукової ради Міністерства освіти і науки України. Протягом багатьох років був членом Атестаційної колегії МОН України, заступником голови експертної ради ВАК України з будівництва, архітектури та геодезії. Є головою спеціалізованої вченої ради з захисту докторських та кандидатських дисертацій, членом редакцій декількох вітчизняних наукових фахових журналів, а також за кордоном: «World Journal of Engineering» (China, Canada), «MOTROL Commission of Motorization and Energetics in Agriculture» (Lublin, Poland).

### Члени редакційної колегії
- Сопов Віктор Петрович, відповідальний редактор, (Харківський національний університет будівництва та архітектури), доктор технічних наук, професор, дійсний член Академії будівництва України, автор 149 публікацій, в тому числі 4 навчальних посібника, 2 патентів, 1 Держстандарту України. Під його керівництвом захищено 2 кандидати наук, він є членом 2 спеціалізованих рад з захисту докторських та кандидатських дисертацій.
- Ян Малолепши (Краківська гірничо-металургійна академія ім. Станіслава Сташиця, Польща), доктор технічних наук, професор, дійсний член Академії кераміки Польщі, член Комітету будівельних матеріалів, інженерних цивільних наук, член міжнародної спілки екологічних і технічних відходів з альтернативних матеріалів (Нідерланди), голова Вченої ради інституту кераміки та будівельних матеріалів, член редакційної колегії журналу «Cement, Wapno, Beton», почесний професор Харківського національного університету будівництва та архітектури, автор 300 публікацій, в тому числі 11 монографій.
- Кондращенко Валерій Іванович (Московський державний університет шляхів сполучення, Російська Федерація), доктор технічних наук, професор, старший науковий співробітник. В. І. Кондращенко — автор близько 300 наукових праць, з яких 50 авторських свідоцтв і патентів на винаходи, 32 науково-дослідних робіт, 12 нормативно-технічних документів та 6 монографій.
- Ханс-Бертрам Фішер (Баухаус Університет м. Веймар, Німеччина), доктор-інженер, заступник завідувача кафедрою «Будівельні матеріали», секретар Міжнародної конференції по будівельним матеріалам (IBAUSIL), іноземний член «Будівельної академії України», почесний професор Київського національного університету будівництва і архітектури, Національного технічного університету «Харківський політехнічний інститут», Ташкентського інституту архітектури та будівництва, Харківського національного університету будівництва і архітектури, Українського державного університету залізнодорожного транспорту, «почесний доктор» Бєлгородського державного технологічного університету, автор близько 240 публікацій.
- Болотських Микола Степанович (Харківський національний університет будівництва та архітектури), доктор технічних наук, професор, Заслужений працівник вищої школи України, лауреат Державної премії України в галузі науки і техніки, дійсний член Академії будівництва України, автор 240 публікацій, в тому числі 26 монографій та навчальних посібників, 48 авторських свідоцтв і патентів.
- Мироненко Віктор Павлович (Харківський національний університет будівництва та архітектури), доктор архітектури, професор, декан архітектурного факультету, автор 285 публікацій, в тому числі 25 монографій та 4 навчальних посібника. Під його керівництвом захищено 30 кандидатських та 8 докторських дисертації.
- Фурсов Вадим Вікторович (Харківський національний університет будівництва та архітектури), доктор технічних наук, професор, завідувач кафедри металевих і дерев'яних конструкцій, автор близько 200 науково-технічних публікацій. З них 4 книги і 5 авторських свідоцтв, а також 10 публікацій в далекому зарубіжжі.
- Шмуклер Валерій Семенович (Харківський національний університет міського господарства ім. О. М. Бекетова), доктор технічних наук, професор, дійсний член Академії будівництва України, Заслужений діяч науки і техніки України, лауреат Державної премії України в галузі архітектури, член міжнародного наукового товариства ACI-international (Американський інститут бетону) США. Опублікував чотири монографії та понад 150 наукових статей, автор 30 патентів різних країн.
- Редько Олександр Федорович (Харківський національний університет будівництва та архітектури), Доктор технічних наук, професор, дійсний член Академії будівництва України, автор понад 200 публікацій, у тому числі: 35 винаходів.
- Епоян Степан Михайлович (Харківський національний університет будівництва та архітектури), Завідувач кафедри водопостачання, каналізації і гідравліки, доктор технічних наук, професор, заслужений працівник освіти України, дійсний член Академії будівництва України та Інженерної академії України, дійсний член Люблінського відділення Польської академії наук, член-кореспондент Міжнародної академії наук екології, безпеки людини та природи (МАНЕБ). Епоян С. М. є автором понад 500 публікацій, у тому числі: 15 навчальних посібників, 4 довідника, 2 монографії, 32 винаходів СРСР, України та Російської Федерації.
- Вайнберг Олександр Ісакович (Харківський національний університет будівництва та архітектури), Завідувач кафедри гідротехнічного будівництва, доктор технічних наук, професор, автор понад 100 науково-технічних публікацій, 2 монографій, 1 підручника та 1 патенту України.
- Ємельянова Інга Анатоліївна (Харківський національний університет будівництва та архітектури), Доктор технічних наук, професор, заслужений діяч науки і техніки України, дійсний член Академії будівництва України та дійсний член Російської Академії проблем якості, автор та співавтор 10 технічних книг та монографій, понад 500 науково-технічних статей та 40 авторських свідоцтв СРСР і патентів України.
- Новожилова Марина Володимирівна (Харківський національний університет будівництва та архітектури), Завідувач кафедри економічної кібернетики та інформаційних технологій, доктор фізико-математичних наук, професор, автор 217 публікацій, керівник 6 кандидатів наук.
- Фоменко Оксана Олексіївна (Харківський національний університет будівництва та архітектури), Доктор архітектури, професор, завідувач кафедри інноваційних технологій дизайну архітектурного середовища, лауреат Державної премії України в галузі науки і техніки, автор більш ніж 100 публікацій, 2 монографій.
- Кравець Володимир Іосифович (Харківський національний університет будівництва та архітектури), Доктор архітектури, професор, завідувач кафедри, член-кореспондент Академії архітектури України. Член Спілки театральних діячів України, голова секції художників театру, кіно і телебачення Харківської організації Союзу художників України, автор понад 70 публікацій, в тому числі 1 монографії та 1 навчального посібника.
- Черкасова Катерина Тимофіївна (Харківський національний університет будівництва та архітектури), Доктор архітектури, професор, завідувач кафедри реконструкції, реставрації архітектурних об'єктів, є дійсним членом міжнародної організації з питань пам'ятників і визначних місць; член Національної спілки архітекторів України з 2012 р.; входить до складу координаційної ради з охорони об'єктів культурної спадщини Департаменту культури і туризму Харківської обласної державної адміністрації. Автор монографії «Архітектурна культура регіону», 70-ти наукових статей і публікацій у відкритій пресі.
- Вінниченко Варвара Іванівна (Харківський національний університет будівництва та архітектури), Доктор технічних наук, професор, автор 161 публікації, у тому числі 4 навчальних посібника, 8 авторських свідоцтв, 9 патентів України.
- Юрченко Валентина Олександрівна (Харківський національний університет будівництва та архітектури), Доктор технічних наук (кандидат біологічних наук), професор, дійсний член Академії будівництва України, завідувач кафедри безпеки життєдіяльності та інженерної екології ХНУБА, автор понад 470 друкованих робіт, з яких 18 робіт в виданнях, що входять до наукометричних баз даних, 5 монографій, 4 навчальних посібники. Вона співавтор 17 авторських свідоцтв та патентів України.
- Ейдумова Тамара Ісаківна (Харківський національний університет будівництва та архітектури), Відповідальний секретар
- Жмурук Любов Миколаївна (Харківський національний університет будівництва та архітектури), Секретар